# Enneapogon decipiens
Enneapogon decipiens är en gräsart som beskrevs av Kakudidi. Enneapogon decipiens ingår i släktet Enneapogon och familjen gräs. Inga underarter finns listade i Catalogue of Life.